# 朗埃克鎮區 (北卡羅萊納州博福特縣)
朗埃克鎮區（英語：Long Acre Township）是位於美國北卡羅萊納州博福特縣的一個鎮區。

## 地方資料
朗埃克鎮區的面積為286.45平方千米，皆為陸地。根據2020年美國人口普查的數據，當地共有人口8685人，而人口密度為每平方千米30.32人。